# Nathalie...
Nathalie... is een Franse dramafilm uit 2003 onder regie van Anne Fontaine. Voor hun rollen hierin werden Fanny Ardant en Emmanuelle Béart allebei genomineerd voor de publieksprijs voor beste actrice van de European Film Awards 2004 (die Penélope Cruz won). Er verscheen in 2009 een Amerikaanse versie van Nathalie... getiteld Chloe.

## Verhaal
Catherine (Fanny Ardant) wil de huwelijkstrouw van haar echtgenoot Bernard (Gérard Depardieu) testen. Ze huurt prostituee ' Nathalie ' (Emmanuelle Béart) in om te kijken of hij zich door haar laat verleiden. Catherine wordt alleen zelf het slachtoffer van de verbeeldingskracht van het meisje en van haar eigen paranoia.

## Rolverdeling
- Fanny Ardant - Catherine
- Emmanuelle Béart - Nathalie / Marlène
- Gérard Depardieu - Bernard
- Wladimir Yordanoff - François
- Idit Cebula - Ghislaine
- Sasha Rucavina - Marianne
- Macha Polikarpova - Ingrid
- Marinette Lévy - Marie